# Hunter S. Thompson
Hunter Stockton Thompson (n. 18 iulie 1937 - d. 20 februarie 2005) a fost un jurnalist și autor american, cel mai cunoscut pentru lucrările sale Fear and Loathing in Las Vegas și Fear and Loathing on the Campaign Trail '72. Este creditat ca fiind creatorul jurnalismului Gonzo, un stil de jurnalism în care reporterii se implică în publicațiile lor până ce devin personaje centrale ale acestora. Thompson a fost de asemenea cunoscut pentru consumul de durată al alcoolului, LSD-ului, mescalinei și cocainei; pasiunea sa pentru armele de foc și antipatia pentru guvernul Statelor Unite. Din cauza mai multor probleme de sănătate, Thompson s-a sinucis pe data de 20 februarie 2005 la vârsta de 67 de ani.

## Primii ani
Thompson s-a născut în Louisville, Kentucky, primul din cei trei fii ai lui Jack Robert Thompson, veteran al Primului Război Mondial și Virginia Ray Davison, o bibliotecară. Părinții săi s-au cunoscut prin intermediul unui prieten de-al lui Jack de la Universitatea din Kentucky în septembrie 1934 și s-au căsătorit pe 2 noiembrie 1935.
Pe 2 decembrie 1943, când Thompson avea șase ani, familia s-a stabilit pe 2437 Ransdell Avenue în cartierul Cherokee Triangle din The Highlands. Pe 3 iulie 1952, când Thompson avea 14 ani, tatăl său în vârstă de 58 de ani a murit de miastenia gravis. Hunter și frații săi, Davison Wheeler și James Garnet, au fost crescuți de mama lor.
Virginia lucra ca bibliotecară pentru a-și întreține copiii însă ca urmare a decesului soțului ei a început să consume alcool în cantități mari.

## Educația
Interesat de sport și atletism de la o vârstă fragedă, Thompson s-a alăturat Clubului Atletic Louisville's Castlewood, un club pentru adolescenți în vedera pregătirii acestora pentru sporturile de liceu, și a excelat în baseball deși nu a practicat nici un sport de echipă în liceu, unde avea deseori probleme.